# Volley-ball aux Jeux africains de 1978
Navigation
Édition précédente Édition suivante
Les épreuves de volley-ball aux Jeux africains de 1978 ont lieu à Alger, en Algérie. Deux tournois sont au programme, un féminin et un masculin. 
La compétition est marquée par le retrait avant la fin des Jeux de la délégation égyptienne sur décision du Premier ministre égyptien Mamdouh Salem après des incidents lors du match de football Libye-Égypte du 22 juillet, dans un contexte de tensions politiques entre ces pays concernant la politique au Proche-Orient,. Les équipes masculine et féminine étaient alors qualifiées pour les demi-finales. 

## Médaillés
| Épreuve | Or      | Argent  | Bronze  |
| ------- | ------- | ------- | ------- |
| Hommes  | Tunisie | Nigeria | Algérie |
| Femmes  | Algérie | Nigeria | Ghana   |

## Tableau des médailles
| Rang  | Nation  | Or | Argent | Bronze | Total |
| ----- | ------- | -- | ------ | ------ | ----- |
| 1     | Algérie | 1  | 0      | 1      | 2     |
| 2     | Tunisie | 1  | 0      | 0      | 1     |
| 3     | Nigeria | 0  | 2      | 0      | 2     |
| 4     | Ghana   | 0  | 0      | 1      | 1     |
| Total | Total   | 2  | 2      | 2      | 6     |

## Classement

### Hommes

#### Résultats
Matchs de groupe.
- Algérie 3-1  Maurice
- Algérie 2-3  Nigeria
- Algérie 3-0  Cameroun

Demi-finales
- Algérie 1-3  Tunisie

#### Classement final
| Place              | Équipe        |
| ------------------ | ------------- |
| Médaille d'or      | Tunisie       |
| Médaille d'argent  | Nigeria       |
| Médaille de bronze | Algérie       |
| 4                  | Côte d'Ivoire |
| 5                  | Cameroun      |
| 6                  | Maurice       |
| 7                  | Guinée        |
| Forfait            | Égypte        |

- l'effectif : Algérie ( médaille de bronze ) : - nekaa m , slimane a , nedjari , afroun d , kara md , karif , ben bouali n , benyamina a , boukacem a , zitouni l , amrane , boumendjel f , berkani a , sadou r , amrane h . ( source : le livre d'or du sport algérien de faycal chehat page 293 .

### Femmes

#### Résultats
Matchs
- Algérie  3-0  Ghana
- Algérie  3-0  Cameroun
- Algérie  3-0  Guinée

Demi-finale
- Algérie  3-1  Tunisie

Finale
- Algérie  3-0  Nigeria

#### Classement final
| Place              | Équipe   |
| ------------------ | -------- |
| Médaille d'or      | Algérie  |
| Médaille d'argent  | Nigeria  |
| Médaille de bronze | Ghana    |
| 4                  | Tunisie  |
| 5                  | Guinée   |
| 6                  | Cameroun |
| Forfait            | Égypte   |

- l'effectif : Algérie ( médaille d'or ) : Nadia Benkhelil , Djaouida Benzohra , Assia Belkacem ,Nadia Boutemak  , Abla Bouderballa , Ouarda Gharib ,Assia Haffar , Mounira Haffar , Zohra Hennaoui , Nadia Lafri, Zahida Maziz , Mériem Ouchia , Dalila Yettou , Fayza Zahzah  . Entraîneur chef : Justo Morales

Entraîneur adjoint : Benomar Abdelkader 
- Source [4]